# Кайя антотека
Кайя антотека  (лат. Khaya anthotheca) — дерево, вид рода Хайя (Khaya) семейства Мелиевые (Meliaceae), произрастает в тропической Африке.

## Распространение
Широко распространён, встречается от Гвинеи-Бисау на восток до Уганды и Танзании и на юг до Анголы, Замбии, Зимбабве и Мозамбика. Она довольно широко выращивается на плантациях в пределах своей естественной зоны распространения, а также в Южной Африке, тропической Азии и тропической Америке. Его легко спутать с другими видами хая, такими как K. grandifoliola, K. senegalensis или K. ivorensis на севере его естественного ареала.

### Среда обитания
Khaya anthotheca растёт на средних и низких высотах в вечнозелёных лесах. Для роста им требуются влажные земли. Большое дерево в лесу Чиринда является самым высоким местным деревом в Зимбабве.

## Описание
Деревья Khaya anthotheca могут достигать высоты от 30 до 60 метров (от 98 до 197 футов). У них серовато-коричневая кора.
На зрелых деревьях на концах ветвей появляются белые душистые цветы.

## Использование
Он используется для изготовления мебели, напольных покрытий, обшивки панелями и строительства лодок, а также для изготовления музыкальных инструментов (например, гитары). Это очень подходящее дерево для этих проектов, потому что кора хорошо выветривается, устойчива к бурильщикам и термитам, помимо грибкового разложения, и жёсткая, но хорошо пилится.  Кора имеет горький вкус, который часто используется в качестве лекарства от простуды. Масло из семян также можно втирать в кожу головы человека, чтобы избавиться от насекомых и вшей.

## Угрозы
Его часто вырубают и уничтожают в Восточной и Западной Африке. Посадка новых деревьев в этих районах, чтобы восполнить то, что было уничтожено, встречается очень редко. Считается, что также произошла генетическая эрозия. Из-за этого вид занесен в Красную книгу как "уязвимый". Некоторым его жителям была предложена защита, а некоторые страны ввели запрет на его экспорт. Листву поедают личинки моли Heteronygmia dissimilis.